# José Encina Candebat
José Encina Candebat (Málaga, 25 de julio de 1857 – Ceuta, 25 de diciembre de 1929) fue un jurista, escritor y político español de finales del siglo XIX y principios del siglo XX, fundador de los periódicos: «La Enciclopedia (Málaga)», «La Unión Mercantil (Ceuta)» y «La Unión Mercantil e Industrial de Ceuta».

## Biografía
En el Archivo Histórico Nacional, existe expediente académico, donde figura como alumno de la Facultad de Derecho (1879/1880) de la Universidad Central (Madrid). Licenciado en Civil y Canónico.

### Cuerpo Jurídico Militar(1882-1914)
- Auxiliar de Teniente Auditor de Guerra (1882-1883), de la Capitanía General de Granada.[2]

- Teniente Auditor de Guerra de Tercera Clase (1886-1887), de la Comandancia General de Ceuta.[3]

- Teniente Auditor de Guerra de Segunda Clase (1887-1891), en Castilla la Vieja.[4]

- Teniente Auditor de Guerra de Primera Clase (1892-1893), en Castilla la Vieja[5] y además en 1893 en Ceuta.[6]

- El 28 marzo de 1894, El Correo Militar publicó: Auditor de Brigada, apto para el ascenso en el Cuerpo Jurídico Militar.[7]

- Auditor de la Comandancia General Exenta (1894-1895 y 1897-1901), en Ceuta.[8]

- Auditor de Brigada (1895-1896), en Ceuta.[9]

- En 1899 y 1900, ejerció en funciones de Juez de Primera Instancia del Juzgado de Guerra de Ceuta.[10]

- Auditor de División de la Capitanía General de Canarias en 1901.[11][12]

- El 26 de septiembre de 1901, en el Diario Oficial del Ministerio de Guerra, en la sección Justicia y Derechos Pasivos, se publicó Real Orden disponiendo para reemplazo la  plaza de Auditor de División, de la que se encontraba en excedencia.[13]

- El 5 de febrero de 1907, estando en situación de excedente de Auditor Militar en Ceuta, mediante Real Orden, se le concede licencia para contraer matrimonio.[14]

- Auditor de División en 1908 en Ceuta.[15]

- Se le declaró apto para ascenso en 1910.[16]

- A finales de 1912 y principios de 1913 se encontraba en situación de excedencia de Auditor de División en Ceuta, y solicitando el abono del cincuenta por ciento de su sueldo, por residir obligatoriamente en las plazas de África, pero se desestimó su petición por carecer de derecho a lo que solicitaba, mediante Real Orden del 22 de enero de 1913.[17]

- Coronel Auditor, se retiró de Auditor de División del Cuerpo Jurídico Militar el 1 de julio de 1914 en Ceuta.[18]

Se retiró de Auditor Militar por voluntad propia. El 29 de junio de 1914, el periódico La Vanguardia publicó en la sección de noticias militares: "Al Auditor de División José Encina Candebat, se le ha concedido el retiro para Ceuta".

### Escritor y Prensa
- Fue fundador y director, junto con Salvador Bueno Mesa, de «La Enciclopedia (Málaga)», revista de ciencias, literatura y artes que empezó a publicarse el día 5 de agosto de 1877, cesando en septiembre del mismo año por haberse trasladado a Sevilla; aparecía en números de ocho páginas cubiertas en papel de color, el formato era de 22 por 32 y la impresión esmerada y a dos columnas. Las oficinas estaban situadas en la calle Madre de Dios, nº 4 (Málaga).[20]
- Proyecto de fundación de una Asociación y Orden religiosa, destinadas a la propaganda, sostenimiento y defensa de la fe cristiana, por José Encina Candebat, Auditor de Guerra, Ceuta, 1908. Imprenta de Vicente Buscató, Soberanía Nacional, 22.[21][22]
- En la Biblioteca de Catalunya se conserva, "Escrito de defensa que del Capitán de Infanteria José Martinez Olalla", realizó el Licenciado José Encina Candebat, en la causa seguida al primero por homicidio de seis moros que intentaron fugarse y de la que resultó absuelto en 1914.[23]
- Redactó el manifiesto que hace la familia Arrabal en 1914. "Éste escrito llegó a instituciones locales y nacionales, despertó el interés de los políticos. Los suscriptores del escrito exponían su situación, proveniente de la Real Orden de 25 de septiembre de 1867 y sus temores a que respaldados en que aquella disposición preveía la expropiación sin derecho a indemnización por motivos de guerra, que esa prevención se retorciera en favor de intereses de empresas más poderosas que los colonos locales. El escrito llegó a utilizar el heroísmo del teniente Arrabal y los perjuicios que sufrirían sus hijos en tal situación".[24]
- El 9 de abril de 1915 se constituyó la Junta Provincial del Centenario de Cervantes, en la que participó como representante de la Asociación de Prensa.[25]

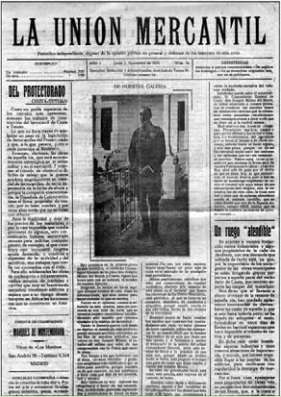
La Unión Mercantil (1915)

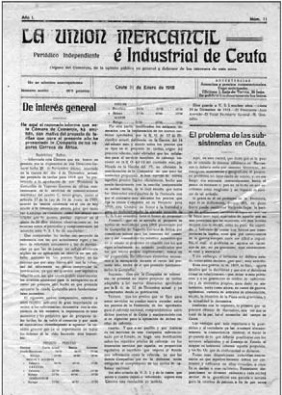
La Unión Mercantil e Industrial de Ceuta (1917)

- Fundador de «La Unión Mercantil (Ceuta)», periódico independiente, órgano de la opinión pública en general y defensor de los intereses de la zona. Este semanario vio la luz por primera vez el 30 de octubre de 1915. Tenía cuatro páginas y 43,5 cm. Se imprimía en los talleres de Rafael Gámez Borrajo. Entre sus colaboradores, destacan Eduardo Mayorga García, directivo de la Cámara de Comercio y Alejandro Callejas Pons.
- Fundador de «La Unión Mercantil e Industrial de Ceuta», órgano del comercio, de la opinión pública en general y defensor de los intereses de la zona. Este periódico apareció en 1917, seguramente sustituyendo a «La Unión Mercantil (Ceuta)». Se imprimía en los talleres de Encina Hermanos. Salía los lunes con cuatro páginas y un gran formato, 42 cm. Su redacción y administración estaban situadas en la calle José Luis de Torres, nº39.[26]
- Fue director de la Sección de Ciencias de la Sociedad de Admiradores de Cervantes, tomó parte activa leyendo trabajos como: "Punto de Partida de las Ciencias", entre otros.[27]

### Ayuntamiento de Ceuta
- En 1913, fue nombrado Vicepresidente del Comité Ejecutivo, de la Junta de Ceuta y Presidente de la Sección Agrícola en la sesión de la Junta Central celebrada en el Ayuntamiento para la Constitución de la Delegación de Ceuta.[28]
- Concejal y Secretario General de la Cámara de Comercio (1915).

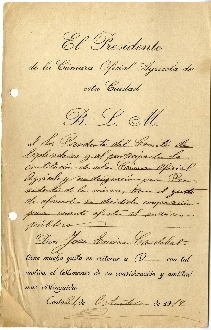
-Cámara Agrícola- 1919

- Ocupó el cargo de Presidente de la Cámara Agrícola (1919-1929).[29]
- En el número 761 de “La Unión Ilustrada”, Año XVI, se recoge: “Estos son los problemas que pudiéramos llamar de índole local; hay otros de mayor transcendencia e íntimamente relacionados con nuestra misión colonizadora en Marruecos y La propiedad de los terrenos del campo de Ceuta, es asunto de capital interés para su desenvolvimiento, tanto agrícola como industrial y con tenacidad digna de encomio; por ello lucha hace tiempo su Cámara de Comercio y muy especialmente la Agrícola, siendo el más fervoroso paladín de esta causa su presidente, el culto Auditor de Guerra retirado, don José Encina Candebat.”[30]
- El 14 de septiembre de 1921, La Correspondencia de España publica: "El Auditor de Guerra, retirado a voluntad propia D. José Encina Candebat ha presentado al Ayuntamiento de Ceuta una proposición, que hizo suya el Concejo de la siempre, leal y fidelísima ciudad, para que cada pueblo español equipara y mantuviese los voluntarios que sus medios económicos le permitan, con el fin de vengar los agravios infligidos a los españoles en tierras de Marruecos"[31]

### Otras actividades

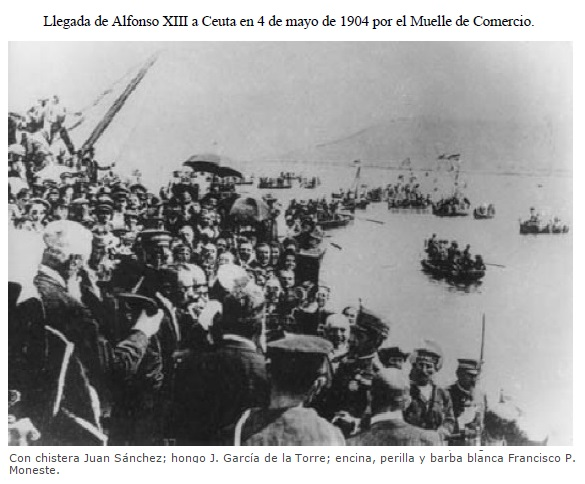
Llegada de Alfonso XIII a Ceuta en 1904

Formó parte del Comité de bienvenida al Rey Alfonso XIII, a su llegada en el Muelle del Comercio en Ceuta, el 25 de mayo de 1904.
Participó en el Segundo y en el Tercer Congreso Africanista, celebrado en Ceuta, el 25 de junio de 1909, la Gaceta Jurídica de Guerra y Marina publicó en la sección Reformas: "Han sido publicadas las sesiones celebradas por el segundo Congreso Africanista y las conclusiones elevadas al Gobierno como resultado del mismo." Le fue encomendada la Ponencia de la Sección 8º, llamada de Régimen Administrativo Civil y Militar.
Ejerció como abogado en Ceuta en la calle José Luis de Torres (1920).
Fue Presidente de la Comisión organizadora del mitin, en favor de Tánger español, celebrado en el Teatro del Rey (Ceuta), el 19 de julio de 1920. Leyó unas cuartillas de carácter patriótico, que sirvieron de presentación.
Fue nombrado Presidente de la Cooperativa de Funcionarios, bajo la inspección del Estado, que se constituyó a finales de 1922 en Ceuta.
En las siguientes publicaciones, su hijo José Encina González, consta como propietario en 1958 de una estatuilla de Hércules y de monedas con la efigie de Cleopatra y otras de Trajano, encontradas en Ceuta en 1920 por José Encina Candebat: 
- "Congreso Nacional de Arqueología: Crónica 1960":
-Al abrirse los cimientos de las nuevas edificaciones aparecieron muchos restos árabes y también monedas de oro y otros...
-En este libro hay una cita a la colección de D. José Encina, en la que dice se conservaban monedas, algunas de ellas con la efigie de Cleopatra y otras de Trajano y un idolillo que debe ser un Hércules libio o melkart (según Sureda).
-Esta cita sirvió para que a mi llegada a Ceuta tratase de localizar esta colección, y debo a la amabilidad de su actual propietario D. José Encina González el haber podido estudiar y publicar un lote de monedas y la estatuilla de Hércules.[38]
- "Tamuda: Revista de investigaciones marroquíes": Tanto las monedas como la estatuilla de Hércules, fueron recogidas por Don José Encina, cuyo amor por el pasado ceutí evitó su probable pérdida; a su hijo Don José Encina González, poseedor actual de estos objetos, debemos la ...[39]
- "Antiquités africaines 1971": 6 acumuladas en 1920 por Don José Encina, que pertenecía a su hijo don José Encina González en 1958.[40]
- "Actas del IV Congreso Internacional de Estudios Fenicios y Púnicos".[41]
- "Noticiario arqueológico hispánico, Volumen 6, 1962".[42]
- "Les bronzes antiques du Maroc, Volumen 1".[43]

## Familia
Nació en Málaga, 25 de julio de 1857. Inscrito en el libro de nacimientos de Málaga con el nombre José María Augusto. Hijo de Julián Encina Ordóñez, natural de Monda, Málaga y de María de los Dolores Candebat Guzmán, oriunda de Sevilla.
Nieto de Juan Tomás Encina del Peral, natural de Albacete e Ysabel Ordóñez, oriunda de Benarraba (Málaga) y de José Candebat, natural de Sevilla y Bernarda Guzmán Alonso, oriunda de Los Palacios (Sevilla) Su padre, Julián Encina Ordóñez, ejerció como Auxiliar del Subsidio Industrial de la provincia de Albacete (1852-1853) y como Investigador de la Contribución Industrial de la provincia de Málaga (1852-1856); fue inspector de la Administración General de Capellanías y Cargas Espirituales y procurador y notario del Tribunal Eclesiástico de la Diócesis del Obispado de Málaga a partir de 1861, Regidor del Ayuntamiento de Málaga (1886-1888), miembro de la Junta de Evaluación y Reparto  y Vocal de varias de las Comisiones Municipales.

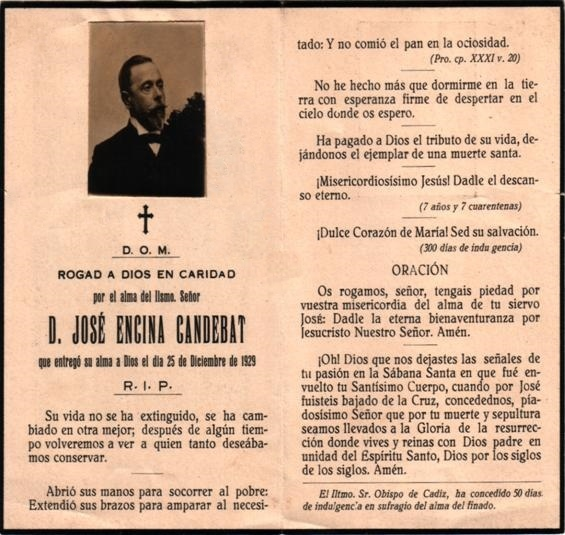
Recordatorio de defunción José Encina Candebat 25/12/1929

Hermano del médico y político, Luis Encina Candebat, alcalde de Málaga (1913-1916) y diputado a Cortes (1921-1923).
Otro de sus hermanos fue el abogado, político y diplomático Juan Francisco Encina Candebat, concejal del Ayuntamiento de Málaga (1905-1909), Inspector de las Casas de Socorro, miembro de varias Comisiones Municipales Permanentes y Vicecónsul de Turquía, (1905-1921), del Cuerpo Consular de Málaga para el Estado
Se casó en Valladolid el 19 de abril de 1893 con María de la Encarnación del Agua Pérez y tuvieron al menos nueve hijos. Marina, Santiago, María Dolores, Lucía Leandra, Julián Teófilo, José, Raimundo, Fernando, María Capitolia y María del Carmen Encina del Agua.
El 7 de febrero de 1907 se publicó en La Correspondencia Militar, que se le concedió licencia para contraer matrimonio con Salvadora González Rojas, con la que se casó en segundas nupcias y tuvieron cuatro hijos, María, Áurea, José Oriol y Elena.
Falleció en Ceuta, el 25 de diciembre de 1929.